# William Holwell Carr
Le révérend William Holwell Carr (1758-1830) est un prêtre anglais, marchand d'art, collectionneur d'art et peintre. Son legs de peintures a été un important ajout précoce à la collection de la National Gallery de Londres. 

## Biographie
Il est né William Holwell à Exeter, Devon, le fils d'Edward Holwell, un apothicaire, et fait ses études à partir de 1776 à Exeter College, Oxford, où il obtient un BA en 1783, MA en 1784 et BD en 1790, restant en tant que boursier jusqu'en 1793, bien qu'il semble consacrer la plupart de son temps à l'art. 
En 1781, il est "autorisé à voyager" et est allé en Italie où il a étudié l'art et commencé l'achat de tableaux, ce qui allait devenir sa passion pour la vie. En 1791, le riche bénéfice de Menheniot en Cornouailles, offert par le doyen d'Exeter College et uniquement accessible aux boursiers, est devenu vacant et il prend à la hâte des ordres sacrés. Il n'y a jamais vécu, payant un curé 100 livres sterling par an pour remplir ses fonctions pour lui, mais ses revenus l'ont aidé à financer sa collection d'art . Il vivait à Devonshire Place au sommet de Wimpole Street à Londres. 
En 1797, il épouse Lady Charlotte Hay, fille de James Hay (15e comte d'Erroll) et sa femme Isabella, fille de Sir William Carr d'Etal. Charlotte hérite de la propriété de ses grands-parents maternels à Etal  et le couple prend le nom de Carr. Ils ont un fils qui est mort jeune. 
Holwell Carr est membre fondateur de la British Institution en 1805 et du Club Athenaeum . Il pratique la peinture de paysage en tant qu'amateur et expose douze paysages non tracés à la Royal Academy de 1804 et 1821 en tant qu'"Exposant honoraire", une désignation utilisée pour les gentlemen amateurs. Il est élu membre de la Royal Society en 1806 . Il est parfois accusé de retoucher des tableaux qui lui passaient entre les mains . Pendant un certain temps, il fait partie d'un consortium organisé par William Buchanan et pourrait avoir été en partenariat avec l'amiral à la retraite William Waldegrave (1er baron Radstock). Il semble avoir été une figure difficile et plutôt impopulaire, et "possédant le don terrible d'un rappel total pour les prix passés des œuvres d'art". 
Il est décédé à Withycombe Raleigh, près d'Exmouth. 

## Legs
Il a légué toute sa collection de peintures à la nation. Peu de temps après sa mort, la collection de trente-cinq tableaux est livrée à la National Gallery de Londres, puis conservée dans la maison Angerstein à Pall Mall. La plupart des œuvres sont italiennes ou françaises, avec Saint Georges et le Dragon de Tintoret, la Sainte Famille avec un berger de Titien, le Christ mort pleuré par deux anges de Guercino et des peintures de Guido Reni, Annibale Carracci, Canaletto, Rubens et beaucoup d'autres; le legs comprenait également le propre portrait de Carr par Jackson. Comme pour la plupart des collections de cette date, toutes les attributions contemporaines ne sont pas encore acceptées; à l'époque de Carr, le chef-d'œuvre de la collection était considéré comme le Christ parmi les docteurs, qui a longtemps été attribué Léonard de Vinci, mais est maintenant attribué à Bernardino Luini, bien que la composition puisse être de Leonard. Il a également laissé 500 £ aux pauvres de Menheniot . C'est sans doute le legs Holwell Carr qui a finalement amené le gouvernement à construire un bâtiment plus adéquat pour la National Gallery. 